# Ministeri de Comerç i Turisme d'Espanya
El Ministeri de Comerç i Turisme d'Espanya fou un dels departaments ministerials en els quals es dividí el govern d'Espanya.
Aquest ministeri fou creat durant la composició de la Legislatura Constituent l'any 1977, existint en també a la I Legislatura (1979-1982), sent transferides aquell any les competències en comerç al Ministeri d'Economia i Hisenda i les de turisme al nou Ministeri de Transport, Turisme i Comunicacions. Aquest ministeri fou creat de nou durant la V Legislatura (1993-1996), desapareixent el 1996 i sent transferides les seves competències al Ministeri d'Economia i Hisenda.

## Llista de ministres d'Assumptes Socials
| Legislatura             | Inici                | Finalització          | Nom                            | Partit |
| ----------------------- | -------------------- | --------------------- | ------------------------------ | ------ |
| Constituent (1977-1979) | 4 de juliol de 1977  | 5 d'abril de 1979     | Juan Antonio García Díez       | UCD    |
| I (1979-1982)           | 6 d'abril de 1979    | 3 de maig de 1980     | Juan Antonio García Díez       | UCD    |
| I (1979-1982)           | 3 de maig de 1980    | 2 de desembre de 1982 | Luis Gamir Casares             | UCD    |
| V (1993-1996)           | 14 de juliol de 1993 | 5 de maig de 1996     | Javier Gómez-Navarro Navarrete | PSOE   |